# 中国铁路解放17型蒸汽机车
解放17型蒸汽机车是中国铁路一种干线货运用途的煤水车式蒸汽机车。本型机车前身至少有胶济铁路于1935年从威尔逊机车厂购置的4辆600型蒸汽机车。七七事变后，此型机车被华北交通编为ミカナ型（Mikana型）。
第二次世界大战结束后，原胶济铁路600型机车被中国铁道部编为ㄇㄎ17（MK17）型，于1959年改称为解放17型（JF17），编号范围为3921-3930。JF17-3922曾参与天兰铁路建设。但此型机车退役后，没有机车保存下来。

## 备注
1. ↑  依南满州铁道机车形式命名规则（适用于南满州铁道公司及该公司实际经营、控制之满州国有铁道及华北交通公司），ミカ（发音为Mika）系指Mikado型（车轴配置2-8-2）之蒸汽机车。并以日文片假名イ（i）、ニ（ni）、サ（sa）、シ（si）、コ（ko）、ロ（ro）、ナ（na）、ハ（ha）、ク（ku）（为日文数字之发音或发音之字首）依序代表1～9号。例如：Mikana（ミカナ）为Mikado型机车第7型，之前之后以此类推。
2. ↑  华北交通ミカナ至少有以下幾種類型：
1. 北英机车公司和平奉铁路唐山制造厂製造的京奉铁路200型（1913-1924）
2. 美国机车公司、鲍尔温机车厂以及威尔逊机车厂制造的津浦铁路250型（1918-1932）
3. 美国机车公司制造的京绥铁路300型（1922）
4. 威尔逊机车厂（英语：Nasmyth, Gaskell and Company）制造的膠濟鐵路600型（1931）
3. ↑  即陇海铁路天水至兰州段。